# Oligia rubrescens
Oligia rubrescens là một loài bướm đêm trong họ Noctuidae.